# Tổng tiến công mùa xuân 1945 tại Ý
 Cuộc tấn công mùa xuân năm 1945 tại Ý, có tên mã là Chiến dịch Grapeshot, là cuộc tấn công cuối cùng của lực lượng Đồng Minh trong Chiến dịch Ý vào giai đoạn cuối của Chiến tranh thế giới thứ hai. Cuộc tấn công vào đồng bằng Lombardy được thực hiện bởi Tập đoàn quân 15 (Đồng Minh) và bắt đầu từ ngày 6 tháng 4 năm 1945 và kết thúc vào ngày 2 tháng 5 cùng năm với sự kiện Đức quốc xã đầu hàng tại Ý.

## Bối cảnh
Đồng Minh đã tiến hành cuộc tấn công lớn cuộc vào Phòng tuyến Gothic vào tháng 8 năm 1944, với Quân đoàn 8(Anh Quốc do Trung tướng Oliver Leese chỉ huy tiến công lên đồng bằng ven Biển Adriatic và Quân đoàn 5(Hoa Kỳ) do Trung tướng Mark Clark chỉ huy tiến công qua dãy Anpennini. Mặc dù quân Đồng Minh đã định từ bỏ việc tiến công vào phòng tuyến Gothic mà nó có sự phòng thủ đáng sợ, họ suýt thất bại trong việc triệt thoái về thung lũng Po trước khi mùa đông đến làm cho nỗ lực đi xa hơn trở thành bất khả thi. Đội hình ở tuyến đầu của Đồng minh sử dụng phần còn lại của mùa đông trong điều kiện hết sức khó khăn trong khi chuẩn bị trong cuộc tấn công mùa xuân năm 1945.

### Thay đổi chỉ huy
Khi Thống chế John Dill, Đại sứ Anh tại Washington qua đời ngày 5 tháng 11 năm 1944, Thống chế Maitland Wilson được cử thay thế vào vị trí này. Tướng Harold Alexander sau đó được phong Thống chế, thay thế Wilson vào chức Tư lệnh tối cao lực lượng Đồng minh tại Địa Trung Hải vào ngày 12 tháng 12. Clark thay thế Alexander cho chức Tư lệnh Đồng minh tại Ý, nhưng không qua thăng cấp. Trung tướng Lucian Scott, tư lệnh Quân đoàn VI (Hoa Kỳ) trong trận Anzio và cuộc giải phóng Rome, từng đổ bộ vào miền Nam Pháp trong Chiến dịch Dragoon, trở lại Ý để nhận nhiệm vụ chỉ huy Quân đoàn 5.
Vào ngày 23 tháng 3 năm 1945, Albert Kesselring được cử vào vị trí Tư lệnh tối cao Tập đoàn quân Tây của Đức quốc xã, thay thế Thống chế Gerd von Rundstedt. Heinrich von Vietinghoff trở về từ Baltic để tiếp quản chức cũ của Kesselring, và Traugott Herr, chỉ huy giàu kinh nghiệm của Quân đoàn tăng LXXVI nắm quyền chỉ huy Quân đoàn 10.Joachim Lemelsen, chỉ huy lâm thời của quân đoàn 10, chuyển sang làm chỉ huy Quân đoàn 14.

### Bố trí lực lượng
Sự thiếu hụt lực lượng của Đế quốc Anh ở Italia tiếp diễn; tháng 10 năm 1944, Sư đoàn Bộ binh Ấn 4 được điều tới Hy Lạp và Sư đoàn Bộ binh Anh quốc 4 tiếp nối họ từ tháng 11 năm 1944, cùng với Lữ đoàn 139 thuộc Sư đoàn Bộ binh Anh quốc 46. Phần còn lại của sư đoàn này cũng theo họ vào tháng 12 cùng với Lữ đoàn Sơn cước Hy Lạp 3. Vào đầu năm 1945, Sư đoàn Bộ binh Anh quốc 1 được điều đi Palestine và vào cuối tháng 1, Quân đoàn Canada 1 và Sư đoàn Bộ binh Anh quốc 5 di chuyển đến Tây Bắc Châu Âu. Những sự kiện trên làm giảm lực lượng của Quân đoàn 8, lúc đó được chỉ huy bởi Trung tướng Richard McCreery, xuống còn 7 sư đoàn. Hai sư đoàn Anh quốc khác cũng định di chuyển theo đến Tây Bắc châu Âu, tuy nhiên tướng Harold Alexander có thể giữ lực lượng này lại Ý.
Quân lực Hoa Kỳ được củng cố lực lượng trong thời gian giữa tháng 9 và tháng 11 năm 1944, với sự tham gia của Sư đoàn Brazil 1, và vào tháng 1 năm 1945 với đơn vị đặc biệt là Sư đoàn Sơn cước Hoa Kỳ 10 Tổng cộng lực lượng của Đồng Minh ở Ý là 17 sư đoàn và 8 lữ đoàn độc lập (bao gồm cả 4 nhóm quân tình nguyện Italia từ Quân đội Đồng Minh Ý, đơn vị này được huấn luyện và trang bị bởi người Anh), do đó tương đương với 20 sư đoàn. Tập đoàn quân 15 của Anh có lực lượng hạn chế bao gồm 1.334.000 quân, trong khi Quân đoàn 8 của Anh có lực lượng hiệu quả là 632.980 quân, và Quân đoàn 8 của Hoa Kỳ có 266.833 quân.
Lực lượng Phe Trục tại Ý vào ngày 9 tháng 4 năm 1945 có 21 sư đoàn yếu của Đức và 4 sư đoàn của phát xít Ý với 349.000 quân Đức và 45.000 quân Ý. Có 91.000 quân Đức có thể điều động từ các căn cứ và người Đức chỉ huy khoảng 10 vạn cảnh sát Ý. Ba sư đoàn phát xít Ý được phân dưới quyền chỉ huy của tướng Rodolfo Graziani bảo vệ sườn Tây đối diện với Pháp, còn sư đoàn thứ tư chiến đấu cùng Quân đoàn 14 của Đức, phòng thủ khu vực ít có khả năng bị tấn công.

### Kế hoạch tấn công
Tướng Clark đã lên kế hoạch tấn công cho chiến dịch này vào ngày 18 tháng 3 năm 1945. Mục tiêu của Đồng minh là: "Tiêu diệt lực lượng địch (phe Trục) lớn nhất có thể ở phía Nam vùng Po, vượt sông Po và đánh chiếm Verona. Trong giai đoạn I của chiến dịch, Quân đoàn 8 của Anh sẽ vượt thành công sông Senio và Santerno và sau đó mở hai cuộc công kích, một hướng về Budrio song song với đường Bologna, đường Via Aemillia và mũi còn lại tấn công theo hướng Tây Bắc dọc đường Via Adriatica, hướng về Bastia và Kẽ hở Argenta, một dải đất khô chạy qua vùng đất ngập nước phía Tây hồ Comacchio. Một cuộc đổ bộ xuyên qua hồ và cuộc đổ bộ đường không sẽ tạo sức ép đối với quân phòng thủ ở sườn hồ và làm phá vỡ vị trí Argenta.